# Miasto Szkła Krosno
Miasto Szkła Krosno – klub koszykarski z Krosna, założony w 2000 roku. W sezonie 2015/2016 zwyciężył w I lidze koszykówki, uzyskując prawo gry w Polskiej Lidze Koszykówki w sezonie 2016/2017. Do sezonu 2013/2014 klub występował pod nazwą Krośnieński Klub Koszykówki Miejski Ośrodek Sportu i Rekreacji Krosno. W sezonie 2024/2025 klub ponownie awansował do Polskiej Ligi Koszykówki po wygranej 80/89 z Astorią Bydgoszcz.

## Historia
Sezon po sezonie:
2000/2001 – III liga podkarpacka, 4 miejsce
2001/2002 – III liga podkarpacka, 3 miejsce
2002/2003 – III liga podkarpacka, 5 miejsce
2003/2004 – III liga małopolska, 3 miejsce, 2 miejsce w turniejach barażowych i awans do II ligi
2004/2005 – II liga, 5 miejsce
2005/2006 – II liga, 5 miejsce
2006/2007 – II liga, 3 miejsce,
2007/2008 – II liga, 2 miejsce po sezonie zasadniczym, odpadnięcie w I fazie Play Off z AZS AWF Katowice, wykupienie "dzikiej karty" uprawniającej do gry w I lidze
2008/2009 – I liga, 2 miejsce po sezonie zasadniczym, odpadnięcie w ćwierćfinale Play Off ze Stalą Stalowa Wola po porażce 3:2
2009/2010 – po przegranej 2:1 w playout – zespół spada do II ligi
2010/2011 – II liga, 1 miejsce po sezonie zasadniczym (29 zwycięstw i 1 porażka z drużyna z końca stawki), zwycięstwo w play off (3:0 z AZS AWF Katowice i 3:2 w finale z Polonią Przemyśl), awans do I ligi.
2011/2012 I liga podkarpacka 13 miejsce [ Zwycięstwo w play out z MKS Start Lublin 3:2 ]
2012/2013 – I liga – 7 miejsce (PO przegrana w finale ze Śląskiem Wrocław)
2013/2014 – I liga – 3 miejsce (PO przegrana w półfinale z Polfarmexem Kutno oraz zwycięstwo w meczu o trzecie miejsce z Wikaną Start Lublin)
2014/2015 – I liga – 3 miejsce (PO przegrana w półfinale z Sokołem Łańcut oraz zwycięstwo w meczu o trzecie miejsce z Legią Warszawa.)
2015/2016 – I liga – 1 miejsce (PO wygrana z Legią Warszawa, awans do Tauron Basket Ligi)
2016/2017 – Polska Liga Koszykówki – 12 miejsce
2018/2019 - Polska Liga Koszykówki - spadek do I ligi
2024/2025 - I liga - 1 miejsce (PO wygranej z Astorią Bydgoszcz, awans do Orlen Basket Ligi)

## Nagrody i wyróżnienia
| MVP I ligi - Dariusz Oczkowicz (2016) - Charles Jackson III (2025) | I skład I ligi - Dariusz Oczkowicz (2014, 2015, 2016) - Marcin Malczyk (2014) - Szymon Rduch (2016) - Dariusz Wyka (2016) |

## Składy historyczne

### Sezon 2017/2018
Stan na 4 lutego 2018, na podstawie.
| Nr | Poz. | Nar.              | Nazwisko i imię      | Data urodzenia | Wzrost | Masa ciała |
| -- | ---- | ----------------- | -------------------- | -------------- | ------ | ---------- |
| 6  | SG   | Polska            | Oczkowicz, Dariusz   | 1981-11-24     | 182 cm |            |
| 7  | PG   | Polska            | Grochowski, Grzegorz | 1993-03-15     | 180 cm |            |
| 8  | G/F  | Chorwacja         | Mustapić, Jakov      | 1994-08-22     | 193 cm |            |
| 12 | PG   | Łotwa             | Lejasmeiers, Davis   | 1991-04-08     | 192 cm |            |
| 13 | F    | Polska            | Sroka, Marcin        | 1981-03-20     | 201 cm |            |
| 14 | PF   | Polska            | Pogoda, Damian       | 1998-04-05     | 200 cm |            |
| 15 | F    | Szwecja           | Gaddefors, Anton     | 1989-11-04     | 200 cm |            |
| 20 | PG   | Polska            | Musijowski, Michał   | 1989-08-02     | 185 cm |            |
| 21 | C    | Stany Zjednoczone | Alexis, Peter        | 1992-11-04     | 213 cm |            |
| 22 | C    | Stany Zjednoczone | Pinkston, JayVaughn  | 1991-11-27     | 201 cm |            |
| 55 | SG   | Polska            | Jakóbczyk, Krzysztof | 1986-12-03     | 183 cm |            |
| -- | F    | Kanada            | Madray, Nick         | 1994-08-01     | 206 cm |            |

Trener:  Kamil Piechucki
W trakcie sezonu odeszli: Devante Wallace (12.10.2017), Michał Baran (trener – 30.11.2017), Seid Hajrić (1.12.2017)

W trakcie sezonu przyszli: Nick Madray (3.02.2018)

### Sezon 2016/2017
| Nr | Poz. | Nar.              | Nazwisko i imię     | Data urodzenia | Wzrost | Masa ciała |
| -- | ---- | ----------------- | ------------------- | -------------- | ------ | ---------- |
| 5  | PF   | Polska            | Hajrić, Seid        | 1983-06-05     | 204 cm |            |
| 6  | SG   | Polska            | Oczkowicz, Dariusz  | 1981-11-24     | 182 cm |            |
| 7  | PG   | Stany Zjednoczone | Woolridge, Royce    | 1992-06-30     | 190 cm |            |
| 10 | SF   | Polska            | Małgorzaciak, Filip | 1993-06-18     | 192 cm |            |
| 12 | SG   | Polska            | Jaworski, Szymon    | 1998-04-27     | 183 cm |            |
| 13 | C    | Polska            | Dłuski, Jakub       | 1987-07-15     | 200 cm |            |
| 21 | SG   | Polska            | Bręk, Dawid         | 1989-09-20     | 188 cm |            |
| 23 | SG   | Stany Zjednoczone | Wallace, Devante    | 1992-07-29     | 195 cm |            |
| 25 | SG   | Szwecja           | Pita, Dino          | 1988-09-20     | 192 cm |            |
| 33 | SF   | Polska            | Warszawski, Adrian  | 1996-02-24     | 201 cm |            |
| 44 | SF   | Polska            | Rduch, Szymon       | 1989-08-17     | 196 cm |            |
| 45 | PF   | Stany Zjednoczone | Maddox, Kareem      | 1989-12-09     | 202 cm |            |
| 91 | C    | Polska            | Wyka, Dariusz       | 1991-12-03     | 209 cm |            |

Trener:  Michał Baran